# Гоставецу (комуна)
Гоставецу (рум. Gostavățu) — комуна у повіті Олт в Румунії. До складу комуни входять такі села (дані про населення за 2002 рік):
- Гоставецу (1838 осіб)
- Слевень (1597 осіб)

Комуна розташована на відстані 130 км на захід від Бухареста, 42 км на південь від Слатіни, 64 км на південний схід від Крайови.

## Населення
За даними перепису населення 2002 року у комуні проживали 3435 осіб, усі — румуни. Усі жителі комуни рідною мовою назвали румунську.
Склад населення комуни за віросповіданням:
| Релігія       | Кількість осіб | Відсоток |
| ------------- | -------------- | -------- |
| православні   | 3433           | 99,9%    |
| римо-католики | 1              | < 0,1%   |
| реформати     | 1              | < 0,1%   |